# Bronzes de Riace
Os Bronzes de Riace (em italiano: Bronzi di Riace) são duas estátuas de bronze encontradas no mar Jônico a cerca de 6 a 8 metros de profundidade, por Stefano Mariottini durante as suas férias em 16 de agosto de 1972. Atualmente podem ser vistas no Museu Nacional da Magna Grécia (Museo Nazionale della Magna Grecia), na cidade de Reggio Calabria, no extremo sul da Itália.
São duas magníficas obras de arte, datadas por volta do século V a.C., exemplos de antiga escultura grega, pertencentes ao período transitório entre a escultura grega arcaica e o antigo estilo clássico, dadas sua geometria idealizada e anatomia impossível, apesar de seu aparente "realismo"; uma delas é atribuída a Fídias, considerado o maior escultor da Grécia Antiga.